# Time Machine Tour
Il Time Machine Tour è il ventesimo tour ufficiale della band canadese Rush.

## Storia
Per la prima volta nella loro storia i Rush intraprendono una tournée senza che questa sia accompagnata dalla contemporanea pubblicazione di un album, ma solamente da un singolo di inediti (anche il tour del trentennale del 2004 infatti, pur essendo un evento celebrativo e non propriamente promozionale, è comunque abbinato alla pubblicazione di Feedback). Così come per tutte le tournée eseguite nel corso degli anni duemila, la band ha annunciato la realizzazione di un live tratto dalla data svolta il 15 aprile a Cleveland.
Il tour, strutturato in 2 distinte leg, interessa Stati Uniti, Canada, alcuni Stati del Sud America (Brasile, Argentina, Cile) per quanto riguarda la prima parte tenuta nel 2010 con 44 show; Stati Uniti, Canada ed alcuni Stati dell'Europa (Finlandia, Svezia, Irlanda, Scozia, Inghilterra, Paesi Bassi e Germania) nella seconda parte, eseguita nel 2011 per complessive 38 esibizioni. Come da consuetudine gli show prevedono nuovamente la formula denominata "An Evening with Rush", ovvero concerto di 3 ore di durata con un intervallo centrale, senza la presenza di altri gruppi di supporto. Va segnalata la partecipazione a due festival musicali canadesi nel luglio 2010: l'"Ottawa Bluesfest" ed il "Festival d'été de Québec", dove in entrambi i Rush si esibiscono come attrazione principale della giornata. Il tour riscuote molti consensi e nel 2010 nei soli Stati Uniti e Canada incassa più di 26 milioni di dollari, mentre nel 2011 più di 18. Complessivamente i Rush attirano circa 722.000 spettatori paganti durante le loro esibizioni. Nel giugno 2011 il gruppo viene nominato "Best Live Act in the World", in base al responso dei lettori della rivista Music Radar, distinguendosi tra una rosa di trenta tra i più quotati artisti in sede live.
Come d'abitudine, in abbinamento al tour viene realizzato il Tourbook: il libretto contiene informazioni riguardanti la crew al seguito del tour, uno scritto di Peart con i progetti ed idee legate alla realizzazione del futuro nuovo album, inoltre la discografia completa, fotografie e schede sui singoli componenti del gruppo. Il Time Machine Tourbook viene realizzato in due versioni, una per ogni parte del tour, che differiscono tra loro per la data stampata in copertina (2010 o 2011), per alcuni dettagli minimi e per alcune foto aggiuntive presenti solo nell'edizione 2011.

## Formazione
- Geddy Lee – basso elettrico, voce, tastiere, bass pedals
- Alex Lifeson – chitarra elettrica, chitarra acustica, bass pedals, mandolino, tastiere, cori
- Neil Peart – batteria, percussioni, percussioni elettroniche

## Scaletta
La scaletta proposta durante entrambe le leg non subisce modifiche nel corso del tour ed include i due nuovi pezzi usciti nel giugno 2010 come singoli, Caravan e BU2B; include inoltre tutti i pezzi che compongono Moving Pictures, probabilmente l'album della band più amato di sempre, che celebra così nel corso del 2011 il trentennale della sua pubblicazione. L'assolo di batteria cita il brano Love for Sale di Cole Porter.
Da segnalare infine la presenza di un breve inedito strumentale per chitarra acustica: O'Malley's Break. Per questa serie di concerti i filmati introduttivi della prima e della seconda parte dello show consistono in ironici cortometraggi di alcuni minuti dove i componenti del gruppo partecipano come attori: Rash: The Real History of Rush parte 1 e 2. In chiusura un filmato con Paul Rudd e Jason Segel, già interpreti nel film I Love You, Man.
Unica piccolissima differenza tra gli show della prima e seconda parte del tour l'aggiunta, durante la seconda leg, di un breve accenno di Cygnus X-1 ("teaser") nel finale di Working Man in chiusura del concerto, così come in svariati tour del passato.
- Introduzione (filmato "Rash: The Real History of Rush Part 1")
- The Spirit of Radio
- Time Stand Still
- Presto
- Stick it Out
- Workin' Them Angels
- Leave That Thing Alone
- Faithless
- BU2B
- Freewill
- Marathon
- Subdivisions

(intervallo)
- Introduzione (filmato "Rash: The Real History of Rush Part 2")
- Tom Sawyer
- Red Barchetta
- YYZ
- Limelight
- The Camera Eye
- Witch Hunt (part III of Fear)
- Vital Signs
- Caravan
- Moto Perpetuo/Love For Sale (assolo di batteria)
- O'Malley's Break (brano ancora inedito)
- Closer to the Heart
- 2112 (Overture e The Temples Of Syrinx)
- Far Cry
- bis: La Villa Strangiato
- bis: Working Man (durante la prima leg) o Working Man / Cygnus X-1 (teaser) (durante la seconda leg)
- Outro (video "I Still Love You Man")

## Date
Calendario completo del tour
| Prima Leg         |                   |                       |                                              |                                                                       |
| Data              | Città             | Paese                 | Luogo                                        | Note                                                                  |
| 29 giugno 2010    | Albuquerque       | Stati Uniti d'America | Hard Rock Casino Pavilion                    |                                                                       |
| 1º luglio 2010    | Kansas City       | Stati Uniti d'America | Starlight Theatre                            |                                                                       |
| 3 luglio 2010     | Milwaukee         | Stati Uniti d'America | Summerfest                                   |                                                                       |
| 5 luglio 2010     | Chicago           | Stati Uniti d'America | Charter One Pavilion                         |                                                                       |
| 9 luglio 2010     | Sarnia            | Canada                | Bayfest                                      |                                                                       |
| 11 luglio 2010    | Ottawa            | Canada                | Lebreton Flats Park, Ottawa Bluesfest        | con John Hiatt, Charlie Winston, Timber Timbre e altri                |
| 13 luglio 2010    | Toronto           | Canada                | Molson Canadian Amphitheatre                 |                                                                       |
| 15 luglio 2010    | Québec            | Canada                | Plains of Abraham, Festival d'été de Québec  |                                                                       |
| 17 luglio 2010    | Toronto           | Canada                | Air Canada Centre                            |                                                                       |
| 19 luglio 2010    | Uncasville        | Stati Uniti d'America | Mohegan Sun                                  |                                                                       |
| 21 luglio 2010    | Camden            | Stati Uniti d'America | Susquehanna Bank Center                      |                                                                       |
| 23 luglio 2010    | Saratoga Springs  | Stati Uniti d'America | SPAC                                         |                                                                       |
| 24 luglio 2010    | Wantagh           | Stati Uniti d'America | Nikon at Jones Beach                         |                                                                       |
| 5 agosto 2010     | Salt Lake City    | Stati Uniti d'America | USANA Amphitheathre                          |                                                                       |
| 7 agosto 2010     | Seattle           | Stati Uniti d'America | White River Amphitheathre                    |                                                                       |
| 9 agosto 2010     | San Francisco     | Stati Uniti d'America | Shoreline Amphitheathre                      |                                                                       |
| 11 agosto 2010    | Los Angeles       | Stati Uniti d'America | Gibson Amphitheathre                         |                                                                       |
| 13 agosto 2010    | Irvine            | Stati Uniti d'America | Verizon Wireless Amphitheathre               |                                                                       |
| 14 agosto 2010    | Las Vegas         | Stati Uniti d'America | MGM Grand Garden Arena                       |                                                                       |
| 16 agosto 2010    | Morrison          | Stati Uniti d'America | Red Rocks Amphitheathre                      |                                                                       |
| 18 agosto 2010    | Morrison          | Stati Uniti d'America | Red Rocks Amphitheathre                      |                                                                       |
| 20 agosto 2010    | Wichita           | Stati Uniti d'America | Intrust Bank Arena                           |                                                                       |
| 22 agosto 2010    | St. Louis         | Stati Uniti d'America | Verizon Wireless Amphitheathre               |                                                                       |
| 23 agosto 2010    | Chicago           | Stati Uniti d'America | Charter One Pavilion                         | recupero data prevista per il 7 luglio                                |
| 25 agosto 2010    | Omaha             | Stati Uniti d'America | Qwest Center                                 |                                                                       |
| 27 agosto 2010    | Saint Paul        | Stati Uniti d'America | Minnesota State Fair                         |                                                                       |
| 29 agosto 2010    | Columbus          | Stati Uniti d'America | Nationwide Arena                             |                                                                       |
| 31 agosto 2010    | Allentown         | Stati Uniti d'America | Allentown Fair                               |                                                                       |
| 2 settembre 2010  | Syracuse          | Stati Uniti d'America | New York State Fair                          |                                                                       |
| 3 settembre 2010  | Holmdel           | Stati Uniti d'America | PNC Bank Arts Center                         |                                                                       |
| 14 settembre 2010 | Boston            | Stati Uniti d'America | TD Garden                                    |                                                                       |
| 16 settembre 2010 | Pittsburgh        | Stati Uniti d'America | Consol Energy Center                         |                                                                       |
| 18 settembre 2010 | Washington        | Stati Uniti d'America | Jiffy Lube Live Amphitheater                 |                                                                       |
| 21 settembre 2010 | Tulsa             | Stati Uniti d'America | BOK Center                                   |                                                                       |
| 23 settembre 2010 | San Antonio       | Stati Uniti d'America | AT&T Center                                  |                                                                       |
| 25 settembre 2010 | Houston           | Stati Uniti d'America | Cynthia Woods Mitchell Pavilion              |                                                                       |
| 26 settembre 2010 | Dallas            | Stati Uniti d'America | Superpages.com Center                        |                                                                       |
| 29 settembre 2010 | Atlanta           | Stati Uniti d'America | Verizon Wireless Amphitheatre at Encore Park |                                                                       |
| 1º ottobre 2010   | Tampa             | Stati Uniti d'America | Ford Amphitheatre                            |                                                                       |
| 2 ottobre 2010    | West Palm Beach   | Stati Uniti d'America | Cruzan Amphitheatre                          |                                                                       |
| 8 ottobre 2010    | San Paolo         | Brasile               | Estadio Morumbi                              |                                                                       |
| 10 ottobre 2010   | Rio de Janeiro    | Brasile               | Praca da Apoteose                            |                                                                       |
| 15 ottobre 2010   | Buenos Aires      | Argentina             | G.E.B.A.                                     |                                                                       |
| 17 ottobre 2010   | Santiago del Cile | Cile                  | Estadio Nacional                             |                                                                       |
| Seconda Leg       |                   |                       |                                              |                                                                       |
| Data              | Città             | Paese                 | Luogo                                        | Note                                                                  |
| 30 marzo 2011     | Fort Lauderdale   | Stati Uniti d'America | Bank Atlantic Center                         |                                                                       |
| 2 aprile 2011     | Greensboro        | Stati Uniti d'America | Greensboro Coliseum                          |                                                                       |
| 3 aprile 2011     | Nashville         | Stati Uniti d'America | Bridgestone Arena                            |                                                                       |
| 5 aprile 2011     | Louisville        | Stati Uniti d'America | KFC Yum! Center                              |                                                                       |
| 8 aprile 2011     | Hershey           | Stati Uniti d'America | Giant Center                                 |                                                                       |
| 10 aprile 2011    | New York          | Stati Uniti d'America | Madison Square Garden                        |                                                                       |
| 12 aprile 2011    | Chicago           | Stati Uniti d'America | United Center                                |                                                                       |
| 13 aprile 2011    | Toledo            | Stati Uniti d'America | Huntington Center                            |                                                                       |
| 15 aprile 2011    | Cleveland         | Stati Uniti d'America | Quickens Loans Arena                         | registrazioni per Time Machine 2011: Live in Cleveland album e video. |
| 17 aprile 2011    | Detroit           | Stati Uniti d'America | Palace of Auburn Hills                       |                                                                       |
| 19 aprile 2011    | Hamilton          | Canada                | Copps Coliseum                               |                                                                       |
| 20 aprile 2011    | Montréal          | Canada                | Bell Centre                                  |                                                                       |
| 22 aprile 2011    | Baltimora         | Stati Uniti d'America | 1st Mariner Arena                            |                                                                       |
| 4 maggio 2011     | Helsinki          | Finlandia             | Hartwall Arena                               |                                                                       |
| 6 maggio 2011     | Stoccolma         | Svezia                | Globe                                        |                                                                       |
| 8 maggio 2011     | Malmö             | Svezia                | Malmö Arena                                  |                                                                       |
| 12 maggio 2011    | Dublino           | Irlanda               | O2                                           |                                                                       |
| 14 maggio 2011    | Glasgow           | Scozia                | SECC Arena                                   |                                                                       |
| 16 maggio 2011    | Sheffield         | Inghilterra           | Motorpoint Arena                             |                                                                       |
| 19 maggio 2011    | Manchester        | Inghilterra           | MEN Arena                                    |                                                                       |
| 21 maggio 2011    | Newcastle         | Inghilterra           | Metro Radio Arena                            |                                                                       |
| 22 maggio 2011    | Birmingham        | Inghilterra           | LG Arena                                     |                                                                       |
| 25 maggio 2011    | Londra            | Inghilterra           | O2                                           |                                                                       |
| 27 maggio 2011    | Rotterdam         | Paesi Bassi           | Ahoy Arena                                   |                                                                       |
| 29 maggio 2011    | Francoforte       | Germania              | Festhalle                                    |                                                                       |
| 8 giugno 2011     | Greenville        | Stati Uniti d'America | BI-LO Center                                 |                                                                       |
| 10 giugno 2011    | New Orleans       | Stati Uniti d'America | New Orleans Arena                            |                                                                       |
| 12 giugno 2011    | Austin            | Stati Uniti d'America | Frank Erwin Center                           |                                                                       |
| 14 giugno 2011    | El Paso           | Stati Uniti d'America | Don Haskins Center                           |                                                                       |
| 16 giugno 2011    | Phoenix           | Stati Uniti d'America | US Airways Center                            |                                                                       |
| 18 giugno 2011    | San Diego         | Stati Uniti d'America | Cricket Wireless Amphitheatre                |                                                                       |
| 20 giugno 2011    | Los Angeles       | Stati Uniti d'America | Gibson Amphitheatre                          |                                                                       |
| 22 giugno 2011    | Los Angeles       | Stati Uniti d'America | Gibson Amphitheatre                          |                                                                       |
| 24 giugno 2011    | Las Vegas         | Stati Uniti d'America | MGM Grand Garden Arena                       |                                                                       |
| 26 giugno 2011    | Concord           | Stati Uniti d'America | Sleep Train Pavilion                         |                                                                       |
| 28 giugno 2011    | Portland          | Stati Uniti d'America | Sleep Country Amphitheater                   |                                                                       |
| 30 giugno 2011    | Vancouver         | Canada                | Rogers Arena                                 |                                                                       |
| 2 luglio 2011     | Seattle           | Stati Uniti d'America | The Gorge                                    |                                                                       |

## Documentazione
Riguardo al Time Machine Tour sono reperibili le seguenti testimonianze audio, audiovisive e cartacee:
- Time Machine 2011: Live in Cleveland, album live del 2011.
- Time Machine 2011: Live in Cleveland, video concerto del 2011.
- Time Machine Tourbook, disponibile in 2 edizioni.